# Overgangsrite
En overgangsrite (sjældent rite de passage; fra fransk) er en religionsvidenskabelig ritualmodel, der benyttes ved analyse af ritualer knyttet til forandringer i social status og overgange fra en tilstand til en anden. Overgangsriter betegner altså de ritualer der bruges ved forandringer, kriser eller ændringer af menneskers eller et objekts status. Denne ritualtype bruges særligt når et menneskes sociale status ændres eller træder ind i et nyt stadium i livet; og modsat kalenderens helligdage udføres disse ritualer ikke nødvendigvis på bestemte dage, men når situtionen kræver det. De mest udbredte begivenheder, hvor en overgangsrite tilknyttes er bl.a. fødsel/dåb, indtrædelse i de voksnes rækker (se f.eks. Konfirmation), indvielse i en religiøs sammenhæng, ægteskab og død. Andre former for ændringer af en persons status kan dog også kræve en overgangsrite, men hvilke begivenheder, der opfattes som vigtige, varierer fra kultur til kultur.
Når en overgangsrite opfattes som nødvendig, er det fordi formålet med ritualet er at give personens eller objektets nye status religiøs anerkendelse. Kun gennem de rituelle handlinger kan forandringerne gennemføres fuldstændigt og korrekt, da det er ritualet der gør dem synlige og konkrete, og dermed effektuerer dem. Overgangsritualet integrerer på denne måde kritiske faser og perioder med store forandringer i den mytologiske orden.

Denne ritualmodel bruges dog ikke udelukkende til analyse af ritualer der markerer forandringer i en persons liv, men ofte også i forbindelse med andre kollektive fester (f.eks. karneval), kalenderfester (fx nytår og andre individuelle ritualer (f.eks. shamanisme og ofringer).

## Historie
Begrebet overgangsrite eller rite de passage blev lanceret første gang af den franske antropolog Arnold van Gennep i 1909.

hans arbejde var bl.a. et resultat af et nybrud indenfor religionsforskningen omkring 1900. I det forgående århundrede havde studiet af rirualer og de fysiske manifestationer af religion generelt været anset som noget sekundært i forhold til studiet af religionernes åndelige aspekter og teologi. På dette tidspunkt blev det klart, at religiøse trosforestillinger også indbefattede det enkelte menneskes relationer til omverdenen; de indbefattede stammens/samfundets fælles forestillinger, deres relationer til det overnaturlige og de praktiske foranstaltninger der styrede forholdet mellem alle gruppens medlemmer, dvs. ritualer, mellem unge og gamle, kvinder og mænd og levende og døde. Van Gennep opdagede at der fandtes en helt bestemt formel for de ritualer der blev brugt ved hvert menneskes overgang fra en tilstand til en anden, fx fra barn til voksen og fra levende til død, det var det han kaldte rites de passage.

Beskrivelsen af overgangsriter blev oprindeligt foretaget i samfund som man omkring 1900 betegnede som primitive, dvs. samfund der ikke var påvirket af den kompleksitet og udvikling der prægede det moderne samfund. Samfund der i dag snarere vil blive betegnet som traditionelle. I denne type samfund var de forskellige socialgrupper normalt klarere adskilte end i det moderne, og skellene havde ofte en klar religiøs karaktér. Overgangen fra én gruppe til en anden, og alle de ændringer af status som fulgte med, fulgte et fast skema, van Gennep fastlagde at denne type ritualer altid indeholdt tre faser:

1. Separation og adskillelse fra det gamle liv
2. Overgangen/liminal fase mellem de to livssituationer
3. Genindtrædelse/absorption i samfundet i en ny rolle

Det var dog en vigtig pointe, at blot fordi overgangsriterne var mest tydelige i de traditionelle samfund, betød det ikke at de ikke forekom i det moderne samfund.

## Struktur
Van Gennep opdelte fra begyndelsen sin analysemodel af overgangsriterne i en række underritualer, der hver var knyttet til ritens tre hovedfaser; de tre elementer der altid indgår i ritualetypen kaldes i dag normalt Udskillelsesfasen, Liminalfasen og inkorporationsfasen.
Udskillelsesfasen" ( udskillelse fra gammel identitet).
…hvor ritualets objekt fjernes fra sin normale position og placeres i en særlig hellig tilstand, dvs. udskilt fra den normale verden. Denne flytning kan blive markeret på forskellig vis, fx gennem en fysisk fjernelse fra det normale bosted, en særlig udsmykning eller gennem fjernelse af statussymboler. I nogle tilfæde kan den person, der er genstand for ritualet, blive opfattet som død.
Liminalfasen (fra latin: tærskel eller grænse)( gammel identitet dør).
…hvor selve overgangen finder sted; objektet befinder sig nu i en ikke-tilstand, hvor det hverken er det ene eller det andet. I mange kulture opfattes denne fase som særligt kritisk, da objektet nu er meget udsat og påvirkelig uden sin identitet. I nogle tilfælde er det måske hele verden der befinder sig i en liminal fase. Derfor kontrolleres ritualet omhyggeligt, da fejl kan få fatal betydning for resultatet.
Inkorporationsfasen'( målet: ny identitet)
…hvor objektet atter indtræder i den normale verden og den hellige og påvirkelige tilstand ophæves, men hvor objektet nu besidder en ny identitet og social status. Den farlige liminale fase er nu afsluttet og livet kan begynde på ny.